# Grabian
Grabian è una frazione del comune di Divjakë in Albania (prefettura di Fier).
Fino alla riforma amministrativa del 2015 era comune autonomo, dopo la riforma è stato accorpato, insieme agli ex-comuni di Gradishtë, Rremas e Tërbuf a costituire la municipalità di Divjakë.

## Località
Il comune era formato dall'insieme delle seguenti località:
- Grabjan
- Staravec
- Ferra